# Gotha-Klasse
Die Gotha-Klasse war eine Schiffsserie im Dienst des Norddeutschen Lloyd (NDL).
Ab 1907 stellte der NDL neue Passagier- und Frachtdampfer in seinen Südamerika-Dienst ein. Sie sollten vor allem die alten, zuletzt wieder zum Río de la Plata zum Einsatz kommenden Dampfer der Städte-Klasse endgültig ersetzen. Die Indienststellung verzögerte sich durch die schlechte Verkehrslage, die zur Nichtabnahme des zweiten Schiffspaars führte. Ab 1912 wurden die vier Schiffe der Gotha-Klasse durch vier Passagier- und Frachtdampfer der Sierra-Klasse verstärkt, um einen höheren Anteil am Passagierverkehr nach Südamerika zu gewinnen.

## Dienst beim NDL
Die neuen Dampfer wurden beim Bremer Vulkan (Bau-Nr. 505/506) mit Passagiereinrichtung von 18+5 Kabinenplätzen der II. Klasse und Zwischendeckskapazität für Auswanderer (1729 Plätze) geordert. Damit entsprachen sie dem damals üblichen Standard der NDL-Schiffe nach Südamerika, die seit Jahren in der Regel nur wenige Kabinenplätze anboten.
Das Typschiff Gotha lief am 21. Oktober 1907 von Stapel, wurde am 27. November 1907 an den NDL ausgeliefert und startete schon drei Tage später zum Río de la Plata. Sie hatte eine Tragfähigkeit von 8200 tdw, war 135,94 m lang und 16,62 m breit. Angetrieben von einer Vierfach-Expansions-Dampfmaschine von 3300 PSi lief das Schiff 12 kn. Es hatte 102 Mann Besatzung. Das Schwesterschiff Giessen, 6583 BRT, lief am 4. Dezember 1907 vom Stapel, wurde am 28. Januar 1908 abgeliefert und umgehend im La-Plata-Dienst eingestellt.
Die folgenden Bauten (Bau-Nr. 509/510) liefen als Eisenach und Coburg am 23. bzw. 27. Juni von Stapel. Wegen einer bestehenden Schifffahrtskrise wollte der NDL die beiden Dampfer nicht abnehmen. Der Bremer Vulkan baute sie auf eigene Rechnung fertig und vercharterte sie 1910 an den NDL. Die Coburg wurde am 15. Januar abgeliefert, die Eisenach folgte am 9. Februar. Die Schiffe waren mit 6750 bzw. 6757 BRT vermessen, verfügten über eine Tragfähigkeit von 8140 tdw und waren bei identischer Breite nur 133,00 m lang und ihre Maschinen hatten eine Nennleistung von 3250 PSi bei gleicher Geschwindigkeit. Sie verfügten über 32 Kabinenplätze der II. Klasse und 1650 Plätze im Zwischendeck. 1912 entschied sich der NDL, der inzwischen auch die beiden Nachbauten gekauft hatte, die Kabineneinrichtungen aller vier Schiffe zu modernisieren und ihre Anzahl zu vergrößern. Die beiden ersten Schiffe der Klasse hatten dann 50 Plätze II. Klasse, die beiden anderen sogar 65. Sie wurden neben den dreiklassigen Schiffen der Sierra-Klasse weiterhin im Südamerikadienst des NDL eingesetzt.

## Kriegsschicksal
Bei Kriegsausbruch war allein die Giessen in der Heimat. Anfangs in Bremerhaven aufgelegt, wurde sie im November 1917 als Transporter für das Oeselunternehmen als Transporter Nr. 16 herangezogen und blieb mit kurzen Unterbrechungen auch bis Dezember 1918 im Dienst der Marine. Sie transportierte Truppen zu den Aaland-Inseln und nach Finnland und diente im Mai 1918 dem bei den Aaland-Inseln aufgelaufenen Linienschiff Westfalen als Wohnschiff. Am 30. März 1920 wurde sie dann an Großbritannien ausgeliefert.
Eisenach und Coburg befanden sich in Pernambuco bzw. in Rio de Janeiro und wurden dort aufgelegt. Am 1. Juni 1917 wurden sie von der brasilianischen Regierung beschlagnahmt und kamen als Santarem bzw. Pocone  für den Lloyd Brasileiro in Fahrt.
Die in Buenos Aires befindliche Gotha wurde als Versorger des Ostasiengeschwaders ausgerüstet. Am 20. Februar lief die Gotha unter Kapitän Hillmann mit 3000 t Kohlen und Maschinenersatzteilen aus Montevideo zu der der Falklandschlacht entkommenen Dresden aus. Sie sollte etwa am 5. März die Dresden im Pazifik treffen, was nicht gelang (Dresden am 14. März 1915 versenkt). Die Gotha wurde dann am 20. März 1915 in Valparaíso interniert. Am 13. Juli 1920 trat die Gotha dann die Rückfahrt nach Deutschland an. Formell vom Reich enteignet, erfolgte keine Auslieferung, da das Schiff in das Columbus-Abkommen einbezogen wurde und beim NDL verblieb.

## Zwischenkriegseinsätze
Die durch das Columbus-Abkommen (Herbst 1921) beim NDL verbliebene Gotha wurde ab 1921 überholt wieder im Südamerikadienst mit 60 Plätzen II. Klasse eingesetzt, gelegentlich fuhr sie auch nach Australien. Im April 1932 wurde sie aufgelegt und 1933 dann als erstes Schiff der Klasse abgebrochen. Die Gotha war das einzige Schiff der Klasse, das zivil nur im Dienst des NDL stand.
Die am 30. März 1920 an Großbritannien ausgelieferte Giessen wurde anfangs von Lamport & Holt bereedert; 1921 kam sie als City of Harvard für Ellerman Lines in Fahrt. 1934 wurde sie als zweites der Schwesterschiffe abgebrochen.
Die brasilianische Santarem lief 1919–1921 in Charter für die französische Regierung, danach wieder für den Lloyd Brasileiro. Beide brasilianischen Schiffe liefen anfangs im Liniendienst zwischen New York und dann zu einer Vielzahl brasilianischer Häfen entlang der Küste. Für Nordbrasilien waren sie die Postdampfer. Santarem wurde 1962 abgebrochen. Das Schwesterschiff Pocone war 1990 noch in Brasilien registriert.